# 下小出町
下小出町（しもこいでまち）は、群馬県前橋市の地名。下小出町一丁目から下小出町三丁目まである。郵便番号は371-0031。2013年現在の面積は0.7km2。

## 地理
桃ノ木川右岸に位置している。

### 河川
- 桃ノ木川

## 歴史
江戸時代頃からある地名である。

### 年表
- 1889年4月1日 町村制施行により下小出村は上小出村、北代田村、下細井村、上細井村、龍蔵寺村、青柳村、日輪寺村、川端村、荒牧村、川原島新田村、関根村、田口村と合併し南勢多郡南橘村が成立する。
- 1896年4月1日 郡統合（南勢多郡と東群馬郡の統合）により南橘村は勢多郡に所属する。
- 1954年9月1日 勢多郡南橘村は前橋市に編入合併する。そのため前橋市下小出町となる。
- 1965年 一部が昭和町1-3丁目となる。
- 1982年 一部が上小出町2-3丁目となる。また、昭和町1-3丁目、上小出町の一部が合併し、下小出町1-3丁目が成立する。
- 1986年 北代田町の一部を編入する。

## 世帯数と人口
2017年（平成29年）8月31日現在の世帯数と人口は以下の通りである。
| 丁目           | 世帯数    | 人口    |
| -------------- | --------- | ------- |
| 下小出町一丁目 | 459世帯   | 881人   |
| 下小出町二丁目 | 1,006世帯 | 1,829人 |
| 下小出町三丁目 | 445世帯   | 862人   |
| 計             | 1,910世帯 | 3,572人 |

## 小・中学校の学区
市立小・中学校に通う場合、学区は以下の通りとなる。
| 丁目           | 番地                   | 小学校             | 中学校             |
| -------------- | ---------------------- | ------------------ | ------------------ |
| 下小出町一丁目 | 全域                   | 前橋市立敷島小学校 | 前橋市立第三中学校 |
| 下小出町二丁目 | 一部（国道17号線以西） | 前橋市立敷島小学校 | 前橋市立第三中学校 |
| 下小出町二丁目 | 一部（国道17号線以東） | 前橋市立細井小学校 | 前橋市立南橘中学校 |
| 下小出町三丁目 | 全域                   | 前橋市立細井小学校 | 前橋市立南橘中学校 |

## 交通

### 鉄道
鉄道駅はない。

### 道路
国道は国道17号が通っていて、県道は通っていない。

## 施設
- 下小出中央公園